# Contea di Catron
La contea di Catron in inglese Catron County è una contea dello Stato del Nuovo Messico, negli Stati Uniti. La popolazione al censimento del 2000 era di 3 543 abitanti. Il capoluogo di contea è Reserve.

## Geografia
La contea si trova nella parte centro-occidentale dello Stato al confine con l'Arizona ed è la contea più ampia del Nuovo Messico.
Il territorio è prevalentemente montuoso e tra le diverse catene montuose troviamo anche quella dei Monti Mogollon. Meno del 20% del territorio è di proprietà privata, gran parte del territorio è occupato dalle foreste nazionali di Apache e Gila. La contea è anche attraversata dallo spartiacque continentale delle Americhe.

### Contee confinanti
- Conte di Cibola - nord
- Contea di Socorro - est
- Contea di Sierra - sud-est
- Contea di Grant - sud
- Contea di Greenlee (Arizona) - ovest
- Contea di Apache (Arizona) - ovest

## Storia
I nativi Mogollon vissero nell'area tra il 1000 e il 1300. Nel XVI secolo i coloni spagnoli la dichiararono parte di Santa Fe de Nuevo México, provincia del Vicereame della Nuova spagna. Rimase sotto il controllo della Spagna fino all'indipendenza del Messico nel 1821. Il Messico cedette la regione agli Stati Uniti nel 1848 dopo la guerra messico-statunitense. La contea fu fondata nel 1921 e chiamata così in onore di Thomas B. Catron, senatore statunitense.

## Comuni

### Village
- Reserve (capoluogo)

### Census-designated places
- Alma
- Apache Creek
- Aragon
- Cruzville
- Datil
- Escudilla Bonita
- Glenwood
- Homestead
- Lower Frisco
- Luna
- Middle Frisco
- Mogollon
- Pie Town
- Pleasanton
- Quemado
- Rancho Grande
- Rivers